# Polski Klub Telegrafistów
Polski Klub Telegrafistów (SPCWC-PZK) – specjalistyczny klub Polskiego Związku Krótkofalowców.
Powstał 11 listopada 1995 r. z inicjatywy redakcji magazynu MK QTC. Członkiem może zostać licencjonowany nadawca lub nasłuchowiec, który wykaże się praktycznymi umiejętnościami ręcznego nadawania  i odbierania na słuch znaków alfabetu Morse’a. Wymagane jest przeprowadzenie co najmniej 100 łączności radiowych, bez pomocy urządzeń automatycznie kodujących i dekodujących CW.
Klub wydaje dyplom wyczynowy SP DX Award za potwierdzone kartami QSL łączności radiowe z co najmniej 100 różnymi Krajami DXCC, jest także współorganizatorem kilku zawodów krótkofalarskich HF i VHF, np. NKP Contest, WARD Contest, SP CW Contest, PGA Contest i.in.
SPCWC-PZK należy do Związku Europejskich Klubów Telegraficznych – EUCW.